# Vladimir Kondra
Vladimir Grigoryevich Kondra (en russe: Владимир Григорьевич Кондра) est un ancien joueur et entraineur soviétique puis russe de volley-ball, né le 16 novembre 1950 à Vladikavkaz en (Ossétie-du-Nord-Alanie).

## Carrière de joueur
Vladimir Kondra, qui se destine initialement a une carrière de pongiste, se rabat finalement sur le volley-ball à la suite d'un accident domestique à l'âge de douze ans l'empêchant de pratiquer ce sport.
Il débute dans le club de sa ville de résidence, à Sotchi, puis après un passage par le spartak Grozny et le SKA Rostov, club avec lequel il fait ses débuts en 1re division soviétique, il s'engage en 1974 avec le grand CSKA, meilleur club européen de l'époque.
Il y jouera jusqu'à la fin de sa carrière de joueur en 1983, remportant neuf titres de champion consécutif, ainsi que 2 coupes d'URSS et 5 coupe des clubs champions.
Il connut également une carrière faste en sélection soviétique, avec laquelle il remporta le bdisputant les jeux olympiques de 1972, 1976 et 1980, il remportera d'ailleurs la médaille d'or lors de ces derniers à Moscou.
À l'occasion des championnats d'Europe de 1979 disputés en France, il hérite de la part de la presse française du surnom de "pelé" du volley, en référence à sa technique et son jeu spectaculaire, il fut le premier joueur soviétique à adopter la technique du service smashé, son jeu d'attaque reste une référence encore aujourd'hui.
Usé par les blessures et surtout par le décès de son fils, Vladimir Kondra met un terme à sa carrière de joueur en 1982 lors d'un tournoi international disputé au Palais des sports Ioubileïny.

## Carrière d'entraineur
Après sa retraite de joueur, Kondra entame une carrière d'entraineur, il emmène l'équipe junior d'URSS au titre européen en 1984 avant de triompher l'année suivante aux championnats du monde en Italie, dominant le pays hôte en finale.
Entre 1987 et 1989, il occupe le poste d'adjoint de Guennadi Parshin en équipe d'URSS, remportant notamment la médaille d'argent aux jeux de Séoul en 1988.
En 1995, après avoir entrainé en club durant sept ans, au CSKA Moscou puis en Grèce à Olympiakos, la fédération française de volley-ball fait appel à lui pour occuper le poste de sélectionneur, à la suite de l'échec pour la qualification aux championnats d'Europe 1995, il accepte et prend la suite de Jean-Michel Roche.
Il qualifie la France pour l'euro 97, les bleus se classeront 4e, battus en 1/2 finale par la Yougoslavie puis par l'Italie lors de la petite finale pour la médaille de bronze. Il échoue toutefois dans l'objectif majeur que constituait la qualification pour les jeux olympiques de Sydney en 2000.
Il rentre en Russie, et prend le poste d'adjoint de Gennady Shipulin en équipe de Russie, poste qu'il occupera durant trois années.
Entre 2002 et 2005, Vladimir Kondra retrouve un poste d'entraineur en club à Fakel Novy Ourengoï en Superliga, il dirige en parallèle l"équipe junior de Russie qu'il emmène au titre suprême lors des championnats du monde U19 en Algérie.
Fin 2005, il signe un contrat de trois ans pour entrainer l'équipe nationale du Kazakhstan, mais l'échec au premier tour du mondial 2006 lui vaudra un licenciement et une fin d'aventure.
Il est depuis décembre 2009, l'entraineur de l'équipe réserve du Dynamo Moscou.

## Palmarès

### Joueur
- Jeux olympiques : 
  - or : 1980
  - argent : 1976
  - bronze : 1972
- Championnat du monde : 
  - vainqueur : 1978
- Championnat d'Europe :
  - vainqueur : 1971, 1975, 1977, 1979, 1981
- Coupe du monde : 
  - vainqueur : 1977, 1981
- Championnat d'URSS : 
  - vainqueur : 1974, 1975, 1976, 1977, 1978, 1979, 1980, 1981, 1982
- coupe des clubs champions : 
  - vainqueur : 1974, 1975, 1977, 1981

### Entraineur
- Championnat d'URSS : 
  - vainqueur : 1989, 1990, 1991
- coupe des clubs champions : 
  - vainqueur : 1989, 1991
- Championnat de Grèce : 
  - vainqueur : 1993, 1994
- champion d'Europe -21 ans : 
  - vainqueur : 1984
- championnats du monde -21 ans :
  - vainqueur : 1985